# Curepto
Curepto – miasto w Chile, w regionie Maule, w prowincji Talca.